# Moonsound
De Moonsound is een geluidskaart voor MSX-computers, kwam uit tijdens de Tilburg computerbeurs in 1995, en is ontworpen door Henrik Gilvad van Sunrise Swiss. De Moonsound kwam in een cartridge-behuizing en kan worden ondersteund door spellen en demo's. De Moonsound heeft een mini-jackuitgang voor zijn (stereo)geluid, maar heeft verder geen ingangen. Er kan dus niet mee worden gesampled. De MSX turbo R beschikt wel over een ingebouwde PCM-sampler.
De Moonsound wordt ondersteund in MSX-emulators, zoals blueMSX en openMSX.

## Specificaties
De Moonsound is gebaseerd op de Yamaha YMF278B OPL4 geluidschip, en heeft de volgende specificaties:
- Heeft een eigen master-clock waarmee de toonhoogte van geluiden bepaald wordt. Andere geluidsuitbreidingen op MSX zijn afhankelijk van de snelheid die op de bus staat; als deze afwijkt van 3,58MHz dan kloppen de tonen niet meer.
- 24 wave-kanalen.
- 18 2-operator (op) FM-kanalen, indien men een 4-op-kanaal wenst dan gaat dit ten koste van een extra kanaal, dus bijvoorbeeld 6x 4op + 6x 2op (hetgeen tevens de maximum combinatie is).
- FM-kanalen zijn panbaar, hard links, midden en hard rechts.
- 8 golfvormen voor de FM-operators.
- 3 FM-algoritmes, 1 feedback.
- Wave-kanalen zijn panbaar in 16 stappen.
- 2 megabyte Wave-ROM van Yamaha met General MIDI-klanken..
- Het standaard model dat werd aangeboden in de jaren 90 kwam met 128 kilobyte SRAM voor eigen samples. Recente modellen komen met 1 megabyte. De maximale hoeveelheid SRAM die gebruikt kan worden is 2 megabyte, een gangbare 'standaard' echter is 640 kilobyte.

## Populariteit
Technisch gezien is de Moonsound een geavanceerde geluidsuitbreiding op MSX. Met voldoende SRAM (bijvoorbeeld 640 kilobyte) is het mogelijk om - voor een 8 bit systeem - krachtige muziek te maken. Het ontbrak echter aan goede software in de eerste periode na de release, waardoor de Moonsound minder breed ondersteund is dan bijvoorbeeld de MSX-Music/FM-PAC. In de heroplevingsjaren van de MSX nam de ondersteuning weer wat toe en ontstonden er ook nieuwe initiatieven om nieuwe trackers te schrijven.

## ROM
De Moonsound had technisch gezien plaats gehad voor een DSP-chip (voor galm, echo, enz.) maar dit is nooit gerealiseerd. Het ROM van Yamaha bevat klanken die ook terug te horen zijn in keyboards uit die tijd. Deze keyboards hadden echter doorgaans wel een DSP-chip aan boord. De klanken in het ROM zijn op zichzelf gemiddeld van kwaliteit. Een DSP-chip in keyboards compenseert aanzienlijk, maar de Moonsound heeft deze DSP chip dus niet. Het resultaat is dat de klanken droog klinken en soms blikkerig/lo-fi.
De speciale Moonblasters, die destijds zijn gebouwd zodat er in ieder geval software was bij de release, hadden in theorie de mogelijkheid gehad om een praktische en gevarieerde set instrumenten te maken van het ROM, maar dit is niet gebeurd. Het resultaat is dat de helft van de klanken lijkt op de andere helft. Van die helft is een deel onpraktisch of weinig muzikaal. Dit is echter een beperking van de software, niet van de hardware. Muziek die gebruikmaakt van 640 kilobyte aan eigen geluiden lijkt qua klank dan ook niet op muziek die louter is gemaakt met klanken van de ROM. Er is bijna sprake van eenzelfde soort verschil als bij een MP3 en een midifile.

## Moonsound Music Studio (afgekort: MS²)
Het in ontwikkeling zijnde pakket Moonsound Music Studio zal een oplossing bieden voor de limitaties van de oude Moonblaster for Moonsound-software, door alle instelbare parameters van de Moonsound geheel te ondersteunen.

## Verkrijgbaarheid
De Moonsound was verkrijgbaar bij Sunrise for MSX.